# Davit Zalk'aliani
Davit Zalk'aliani (in georgiano დავით ზალკალიანი?; Tbilisi, 27 febbraio 1968) è un diplomatico e politico georgiano, attuale ambasciatore del Paese presso gli Stati Uniti d'America. Precedentemente ha ricoperto le cariche di ministro degli affari esteri e di vice primo ministro.

## Carriera
Nel 1992 si è laureato in diritto internazionale presso l'Università statale di Tbilisi. Nello stesso anno, subito dopo l'indipendenza della Georgia, Zalk'aliani è entrato nell'organico del Ministero degli affari esteri, ricoprendo prima l'incarico di addetto presso il Dipartimento delle organizzazioni internazionali e dopo tre anni (nel 1995) quello di vice capo di divisione presso il medesimo dipartimento. 
Dal 1996 al 2000 è stato consigliere presso l'ambasciata della Georgia in Austria. Ha preso parte al processo di negoziazione del testo di accordo sull'adattamento del trattato sulle forze armate convenzionali in Europa. Ha partecipato a vari importanti vertici, tra cui il vertice di Budapest del 1994, il vertice di Lisbona del 1996 e il vertice di Istanbul del 1999. È stato attivamente coinvolto nel negoziato riguardante il ritiro delle basi militari russe dal territorio della Georgia. Durante la sua missione diplomatica in Austria, la Georgia era rappresentata a Vienna dall'ambasciatore Levan Mikeladze. Più tardi si è unito a Levan Mikeladze quando questi fu attivamente coinvolto nelle attività sociali e politiche. Dal 2000 al 2001 ha ricoperto l'incarico di consigliere presso il Dipartimento degli affari europei del Ministero degli affari esteri della Georgia. Sotto le sue responsabilità ricadeva l'approfondimento della cooperazione bilaterale con i Paesi europei.
Dal 2001 al 2002 Zalk'aliani è ritornato a Vienna per assumere l'incarico di vice rappresentante permanente della Georgia. Fra il 2002 e il 2004 ha ricoperto l'incarico di primo consigliere presso l'ambasciata della Georgia negli Stati Uniti, il Messico e il Canada. Successivamente, nel 2004, ha continuato la sua carriera diplomatica in Uzbekistan nelle vesti di ambasciatore straordinario e plenipotenziario della Georgia presso le repubbliche di Uzbekistan e Tagikistan. Nel 2007 è stato nominato direttore del Dipartimento per le relazioni globali presso il Ministero degli affari esteri della Georgia. L'anno successivo è stato nominato ambasciatore con incarichi speciali. Nel 2008 è stato nominato ambasciatore straordinario e plenipotenziario della Georgia presso la repubblica di Bielorussia.
Nel 2009 lascia la carriera da ambasciatore ed entra in politica. Ha partecipato attivamente alla creazione del partito "Democratici liberi". Le elezioni parlamentari del 2012 sono state vinte dalla coalizione Sogno Georgiano e nel parlamento georgiano è stato creato il gruppo "Sogno Georgiano-Democratici liberi". Lo stesso anno diventa vice ministro degli affari esteri. Dal giorno della nomina, assieme ad altre direzioni importanti, Davit Zalk'aliani è stato attivamente coinvolto nel processo di preparazione dell'accordo di associazione Georgia-UE essendo il capo negoziatore dalla parte georgiana. I negoziati si sono conclusi con successo con la firma dell'accordo di associazione il 27 giugno del 2014 tra Unione europea e Georgia, che include anche l'ingresso nell'accordo di libero scambio globale e approfondito (DCFTA).
Dal 2012 al 2014 Zalk'aliani è stato capo negoziatore da parte della Georgia nelle discussioni internazionali di Ginevra e copresidente dei gruppi di lavoro della carta di partenariato strategico USA-Georgia.
Nel 2015 Zalk'aliani ha continuato la sua carriera in qualità di direttore esecutivo della neofondata Fondazione Levan Mikeladze. Durante il servizio, le sue attività comprendevano la ricerca della politica pubblica e la realizzazione dei progetti di advocacy, lo sviluppo delle capacità dei diplomatici e lo svolgimento delle discussioni pubbliche ed accademiche sulle priorità della politica estera.
Nel 2016 è stato nominato di nuovo vice ministro degli affari esteri e il 21 giugno del 2018 è stato promosso a ministro degli affari esteri della Georgia.

## Vita privata
Zalk'aliani è sposato ed ha due figlie.